# Miss Universo Nigeria
Miss Universo Nigeria (en inglés: Miss Universe Nigeria) es un concurso de belleza nacional en Nigeria. Se encarga de seleccionar a la representante del país para el concurso Miss Universo.

## Historia
Entre 1987 y 2022, la representante a Miss Universo era seleccionada en el concurso Most Beautiful Girl in Nigeria (en español, la chica más hermosa de Nigeria). El 12 de mayo de 2023, Silverbird Productions anunció que empezaría a organizar un concurso separado para Miss Universo.

## Ganadoras
: Declarada como ganadora
     : Terminó como finalista
     : Terminó como una de las semifinalistas o cuartofinalistas
     : Terminó como ganadora de premios especiales
| Año                           | Estado                                                                      | Miss Universo Nigeria                                                       | Posición en Miss Universo                                                   | Premios especiales                                                          | Notas                                                                       |
| ----------------------------- | --------------------------------------------------------------------------- | --------------------------------------------------------------------------- | --------------------------------------------------------------------------- | --------------------------------------------------------------------------- | --------------------------------------------------------------------------- |
| 2024                          | Taraba                                                                      | Chidimma Adetshina                                                          | Primera finalista                                                           | - Miss Universo África y Oceanía                                            |                                                                             |
| 2023                          | Imo                                                                         | Ugochi Mitchell Ihezue                                                      | No clasificó                                                                |                                                                             |                                                                             |
| 2022                          | Edo                                                                         | Hannah Iribhogbe                                                            | No clasificó                                                                |                                                                             |                                                                             |
| 2021                          | Anambra                                                                     | Maristella Okpala                                                           | No clasificó                                                                | - Mejor Traje Nacional                                                      |                                                                             |
| 2020                          | Debido al impacto de la pandemia de COVID-19, no hubo representante en 2020 | Debido al impacto de la pandemia de COVID-19, no hubo representante en 2020 | Debido al impacto de la pandemia de COVID-19, no hubo representante en 2020 | Debido al impacto de la pandemia de COVID-19, no hubo representante en 2020 | Debido al impacto de la pandemia de COVID-19, no hubo representante en 2020 |
| 2019                          | Taraba                                                                      | Olutosin Araromi                                                            | Top 20                                                                      |                                                                             |                                                                             |
| 2018                          | Lagos                                                                       | Aramide Lopez                                                               | No clasificó                                                                |                                                                             |                                                                             |
| 2017                          | Sokoto                                                                      | Stephanie Agbasi                                                            | No clasificó                                                                |                                                                             |                                                                             |
| 2016                          | Anambra                                                                     | Unoaku Anyadike                                                             | No clasificó                                                                |                                                                             |                                                                             |
| 2015                          | Ebonyi                                                                      | Debbie Collins                                                              | No clasificó                                                                |                                                                             |                                                                             |
| 2014                          | Edo                                                                         | Queen Celestine                                                             | No clasificó                                                                | - Miss Simpatía                                                             |                                                                             |
| 2013                          | Imo                                                                         | Stephanie Okwu                                                              | No clasificó                                                                |                                                                             |                                                                             |
| 2012                          | Cross River                                                                 | Isabella Ayuk                                                               | No clasificó                                                                |                                                                             |                                                                             |
| 2011                          | Bayelsa                                                                     | Sophie Gemal                                                                | No clasificó                                                                |                                                                             |                                                                             |
| 2010                          | Níger                                                                       | Ngozi Odaloni                                                               | No clasificó                                                                |                                                                             |                                                                             |
| 2009                          | Delta                                                                       | Sandra Otohwo                                                               | No clasificó                                                                |                                                                             |                                                                             |
| 2008                          | Taraba                                                                      | Stephanie Oforka                                                            | No clasificó                                                                |                                                                             |                                                                             |
| 2007                          | Bayelsa                                                                     | Ebinabo Potts-Johnson                                                       | No clasificó                                                                |                                                                             |                                                                             |
| 2006                          | Delta                                                                       | Tienepre Alexandra Oki                                                      | No clasificó                                                                |                                                                             |                                                                             |
| 2005                          | Lagos                                                                       | Roseline Amusu                                                              | No clasificó                                                                |                                                                             |                                                                             |
| 2004                          | Edo                                                                         | Anita Uwagbale                                                              | No clasificó                                                                |                                                                             |                                                                             |
| 2003                          | Cross River                                                                 | Celia Bissong                                                               | No clasificó                                                                |                                                                             |                                                                             |
| 2002                          | Anambra                                                                     | Chinenye Ochuba                                                             | No clasificó                                                                |                                                                             |                                                                             |
| 2001                          | Rivers                                                                      | Agbani Darego                                                               | Top 10                                                                      |                                                                             | Más tarde, Darego ganó Miss Mundo 2001 en Sudáfrica.                        |
| 2000                          | Rivers                                                                      | Matilda Kerry                                                               | No clasificó                                                                |                                                                             |                                                                             |
| 1999                          | Imo                                                                         | Angela Ukpoma                                                               | No clasificó                                                                |                                                                             |                                                                             |
| 1998                          | Imo                                                                         | Chika Chikezie                                                              | No clasificó                                                                |                                                                             |                                                                             |
| No compitió entre 1996 y 1997 |                                                                             |                                                                             |                                                                             |                                                                             |                                                                             |
| 1995                          | Kogi                                                                        | Toyin Raji                                                                  | No clasificó                                                                | - Miss Simpatía                                                             |                                                                             |
| 1994                          | Benue                                                                       | Susan Hart                                                                  | No clasificó                                                                |                                                                             |                                                                             |
| 1993                          | Lagos                                                                       | Rihole Gbinigie                                                             | No clasificó                                                                |                                                                             |                                                                             |
| 1992                          | Akwa Ibom                                                                   | Sandra Petgrave                                                             | No clasificó                                                                |                                                                             |                                                                             |
| 1991                          | Lagos                                                                       | Tonia Okogbenin                                                             | No clasificó                                                                |                                                                             |                                                                             |
| 1990                          | Níger                                                                       | Sabina Umeh                                                                 | No clasificó                                                                |                                                                             |                                                                             |
| 1989                          | Abuya                                                                       | Bianca Onoh                                                                 | No clasificó                                                                |                                                                             |                                                                             |
| 1988                          | Delta                                                                       | Omasan Buwa                                                                 | No clasificó                                                                |                                                                             |                                                                             |
| 1987                          | Imo                                                                         | Lynda Chuba-Ikpeazu                                                         | No clasificó                                                                |                                                                             | Dirección de Ben Murray-Bruce (Silverbird Productions).                     |